# Calle 36 (línea West End)
La Calle 36 es una estación en la línea West End del Metro de Nueva York de la división A del Interborough Rapid Transit Company. La estación se encuentra localizada en Sunset Park en Brooklyn entre la Calle 36 y la Cuarta Avenida. La estación es servida en varios horarios por los trenes del Servicio , ,  y . 